# Warner Poland
Warner Poland (* 1972 in Chicago, Illinois) ist ein US-amerikanischer Musiker und Musikproduzent. Er ist ein gefragter Filmmusiker der Scores für bekannten Serien komponiert wie z. B. Tatort, Polizeiruf 110, Oh Hell, Irland Krimi, Großstadt Revier und Der Kriminalist.
Als Produzent hat Warner Poland mit Künstlern wie Nina Hagen, Paul van Dyk, Bela B., Chris Whitley, Johnny Klimek, DJ Clé kollaboriert.
2023 hat Warner mit seiner eigenen Band, Ghost Moon Echo, eine EP 'Ghost Moon Echo 1' veröffentlicht.
2023 produzierte er Nina Hagens singles 'Rock the Flock' und 'U.F.O.' – Nina Hagen sings Larry Norman.
2022 produzierte er Nina Hagens Album Unity die Platz 30 der Deutschen Charts erreichte.
Warner Poland ist Multiinstrumentalist mit dem Schwerpunkt Gitarre. Er ist seit 1996 Gitarrist und Musikalischer Leiter für Nina Hagen mit der er weltweit getourt hat. Seit 1998 betreibt er zusammen mit Wolfgang Glum die Musikproduktion und Studio Monobeat in Berlin-Tempelhof.

## Filmografie (Auswahl)
- 2002: Pigs Will Fly (mit Kai-Uwe Kohlschmidt und Chris Whitley)
- 2002: Storno
- 2005: Im Schwitzkasten
- ab 2005: Polizeiruf 110 (Fernsehreihe)
  - 2005:  Die Prüfung
  - 2007:  Jenseits
  - 2009:  Schweineleben
  - 2010:  Einer von uns
  - 2011:  Feindbild
  - 2012:  Stillschweigen
  - 2014:  Familiensache
  - 2015:  Wendemanöver
  - 2017:  Muttertag
  - 2017:  Einer für alle
  - 2018:  Crash
  - 2018:  Für Janina
  - 2019:  Zehn Rosen
  - 2020:  Totes Rennen
  - 2020:  Der Tag wird kommen
  - 2022:  Keiner von uns
  - 2022:  Hildes Erbe
- ab 2009: Tatort (Fernsehreihe)
  - 2009:  Altlasten
  - 2012:  Borowski und der freie Fall
  - 2020:  Tschill Out
  - 2020:  Monster
  - 2021:  Der Tod der Anderen
  - 2021:  Die Kalten und die Toten
  - 2022: Liebe mich!
  - 2025: Abstellgleis
- 2011: Das große Comeback
- Seit 2013: Großstadtrevier (Fernsehserie)
- 2015–2019: Der Kriminalist (Fernsehserie, 8 Folgen)
- 2016: Die Büffel sind los! (Fernsehfilm)
- 2017: Tod im Internat
- 2019: Der Sommer nach dem Abitur (Fernsehfilm)
- 2022: Ostfriesenmoor
- 2023: Ostfriesenfeuer
- 2023: Der Irland-Krimi: Blackout
- 2023: Der Irland-Krimi: Mond über Galway
- 2024: Wenn Papa auf der Matte steht